# Уракові
Уракові (Anseranatidae) — родина гусеподібних птахів, що представлена єдиним сучасним видом та низкою викопних форм.

## Поширення
Єдиний сучасний вид Anseranas semipalmata поширений на півночі Австралії та на півдні Нової Гвінеї.

## Систематика та еволюція
Вважається що напівлапчасті гуси відділилися від качкових у палеоцені. Зокрема, рід Anatalavis, що існував на межі крейди і палеоцену в Північній Америці та Європі, міг бути найдавнішим представником родини. Також палеогеновий птах Anserpica з Франції теж міг належати до родини.
Найдавнішим достовірним членом групи є австралійський Eoanseranas handae, рештки якого знайдені в олігоценових відкладеннях формації Carl Creek Limestone у Квінсленді.